# Reading (Míchigan)
Reading es una ciudad ubicada en el condado de Hillsdale en el estado estadounidense de Míchigan. En el Censo de 2010 tenía una población de 1078 habitantes y una densidad poblacional de 411,28 personas por km².

## Geografía
Reading se encuentra ubicada en las coordenadas 41°50′23″N 84°44′52″O / 41.83972, -84.74778. Según la Oficina del Censo de los Estados Unidos, Reading tiene una superficie total de 2.62 km², de la cual 2.62 km² corresponden a tierra firme y (0%) 0 km² es agua.

## Demografía
Según el censo de 2010, había 1078 personas residiendo en Reading. La densidad de población era de 411,28 hab./km². De los 1078 habitantes, Reading estaba compuesto por el 98.89% blancos, el 0.09% eran afroamericanos, el 0.19% eran amerindios, el 0.09% eran asiáticos, el 0% eran isleños del Pacífico, el 0.09% eran de otras razas y el 0.65% pertenecían a dos o más razas. Del total de la población el 0.83% eran hispanos o latinos de cualquier raza.